# جاسمين هيوريتش
جاسمين هيوريتش مواليد 14 سبتمبر 1972 في سراييفو، جمهورية يوغوسلافيا الاشتراكية الاتحادية، هو لاعب كرة قدم بوسني دولي سابق كان يلعب كمدافع.
وقد توج مع منتخب البوسنة والهرسك الوطني في تصفيات بطولة أمم أوروبا لكرة القدم 2004.

## المسيرة الاحترافية

### أندية لعب لها
- نادي دينامو زغرب الكرواتي

## وصلات خارجية
- جاسمين هيوريتش على موقع قاعدة بيانات كرة القدم.إي يو (الإنجليزية)
- جاسمين هيوريتش على موقع ناشيونال فوتبول تيمز (الإنجليزية)
- جاسمين هيوريتش على موقع عالم كرة القدم.نت (الإنجليزية)